# Carex nodaeana
Carex nodaeana là một loài thực vật có hoa trong họ Cói. Loài này được A.I.Baranov & Skvortsov mô tả khoa học đầu tiên năm 1965.